# Remy Hii

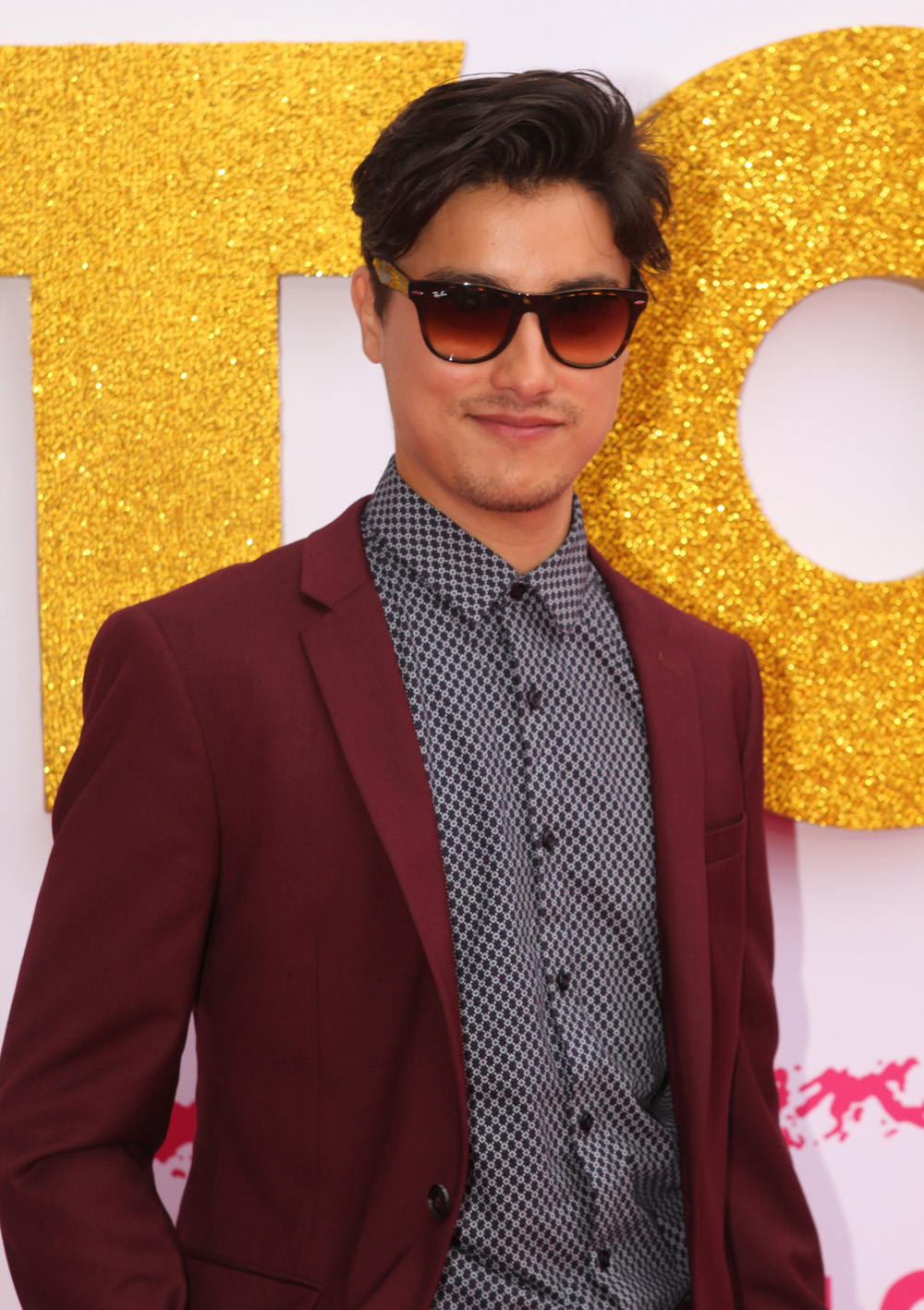
Remy Hii (2018)

Remy Hii (* 24. Juli 1986 in Malaysia oder Queensland, Australien) ist ein chinesisch-australischer Schauspieler und Musiker.

## Frühe Jahre
Remy Hii wurde als Sohn einer Britin und eines Malayen chinesischer Herkunft geboren und wuchs im Bundesstaat Queensland in Australien auf. Er besuchte dort ab 2005 die Queensland University of Technology. Anschließend lernte er drei Jahre lang Schauspiel am National Institute of Dramatic Art in Kensington, welches er 2011 abschloss. Während seiner Zeit am NIDA war er Teil der Indie-Rock-Gruppe RAPIDS, zu der auch die zukünftigen Schauspieler Angus McLaren und Jamie Timony gehörten. Im Jahr 2010 veröffentlichten sie unter dem Bandnamen eine EP.
Ab 2007 nahm Hii an Aufführungen der Queensland Theatre Company teil. Ab 2009 übernahm er erste Schauspielrollen in australischen Produktionen vor der Kamera, zunächst im Kurzfilm Beyond Blood und anschließend in den Serien East of Everything und H2O – Plötzlich Meerjungfrau. Es folgten Kurzfilme und Auftritte in Theaterproduktionen.

## Werdegang
2013 übernahm er in der Miniserie Better Man die Hauptrolle des Drogenschmugglers Van Tuong Nguyen. Seine Darstellung fand lobende Worte von der Kritik und brachte ihm unter anderen einen Logie Award in der Kategorie Bester Newcomer ein. Zudem wurde er für einen AACTA Award in der Kategorie Bester Hauptdarsteller in einer Fernsehserie nominiert. Ebenfalls im Jahr 2013 übernahm er die Rolle des Hudson Walsh in der Seifenoper Nachbarn, die er bis 2011 innehatte. Anschließend wurde er in der Netflix-Serie Marco Polo in der Rolle des Prinzen Jingim besetzt, mit der er bis zur Einstellung der Serie 2016 Teil der Hauptbesetzung war.
Nach einigen weiteren Serienauftritten wurde Hii 2018 im Film Crazy Rich in der Rolle des Alistair Cheng besetzt. Ebenfalls 2018 übernahm er als Simon Van Reyk eine Hauptrolle in der australischen Serie Harrow. 2019 übernahm er in der Marvel-Verfilmung Spider-Man: Far From Home die Rolle des Brad Davis.

## Sonstiges
Remy Hii wird von verschiedenen Sprechern auf Deutsch synchronisiert, u. a. von Max Felder und Till Völger.

## Filmografie (Auswahl)
- 2009: Beyond Bloo (Kurzfilm)
- 2009: East of Everything (Fernsehserie, 2 Episoden)
- 2009: H2O – Plötzlich Meerjungfrau (H2O: Just Add Water , Fernsehserie, 4 Episoden)
- 2010: Origami (Kurzfilm)
- 2011: Kiss (Kurzfilm)
- 2013: Better Man (Miniserie, 4 Episoden)
- 2013–2014: Nachbarn (Neighbors, Fernsehserie, 205 Episoden)
- 2014–2016: Marco Polo (Fernsehserie, 20 Episoden)
- 2017: 2:22 – Zeit für die Liebe (2:22)
- 2017: Sisters (Fernsehserie, 4 Episoden)
- 2018: Crazy Rich (Crazy Rich Asians)
- 2018–2019: Harrow (Fernsehserie, 16 Episoden)
- 2019: Spider-Man: Far From Home
- 2021: Prinzessinnentausch 3: Auf der Jagd nach dem Stern
- 2021: Arcane (Fernsehserie, Stimme von Marcus)
- 2021: Aftertaste
- 2022: Blaze
- 2023: Arkie und die Stadt des Lichts (Scarygirl, Stimme)